# 安氏癒齒鯛
安氏癒齒鯛為輻鰭魚綱鱸形目鱸亞目癒齒鯛科的一種，為熱帶海水魚，分布於西印度洋亞丁灣海域，深度190-290公尺，體長可達15.7公分，棲息底中層水域，生活習性不明。

## 擴展閱讀
維基物種上的相關：安氏癒齒鯛